# Edisson Restrepo
Edisson Restrepo Perea (La Estrella, Antioquia, Colombia; 19 de diciembre de 1996) es un futbolista colombiano que juega como defensa en el Club Atlético Nacional Potosí de la Primera División de Bolivia.

## Clubes
| Club                    | País      | Año         |
| ----------------------- | --------- | ----------- |
| Atlético Nacional       | Colombia  | 2014        |
| Itagüí Leones F. C.     | Colombia  | 2016 - 2018 |
| Unión Magdalena         | Colombia  | 2019        |
| C. D. Atlético Huila    | Colombia  | 2020 - 2021 |
| Deportivo Táchira F. C. | Venezuela | 2022        |
| Deportivo Pereira F. C. | Colombia  | 2023        |
| C. A. Nacional Potosí   | Bolivia   | 2024-Act.   |

## Palmarés

### Campeonatos nacionales
| Título    | Club                 | País     | Año  |
| --------- | -------------------- | -------- | ---- |
| Primera B | C. D. Atlético Huila | Colombia | 2020 |

### Distinciones individuales
| Distinción                     | Año  |
| ------------------------------ | ---- |
| Once ideal del Torneo Apertura | 2019 |